# La Chapelle-Cécelin
La Chapelle-Cécelin är en kommun i departementet Manche i regionen Normandie i norra Frankrike. Kommunen ligger i kantonen Saint-Pois som tillhör arrondissementet Avranches. År 2022 hade La Chapelle-Cécelin 244 invånare.

## Befolkningsutveckling
Antalet invånare i kommunen La Chapelle-Cécelin
| Referens: INSEE |